# 아이반호 (1982년 영화)
《아이반호》(Ivanhoe)는 월터 스콧 경의 소설 《아이반호》를 바탕으로 제작한 TV용 영화이다.

## 출연
| 배우            | 역할                       |
| --------------- | -------------------------- |
| 앤서니 앤드루스 | 윌프레드 오브 아이반호 경  |
| 제임스 메이슨   | 아이작 오브 요크           |
| 샘 닐           | 브라이언 길베르 경         |
| 마이클 호던     | 세드릭 더 색슨             |
| 올리비아 허시   | 레베카                     |
| 리셋 앤서니     | 레이디 러위나              |
| 줄리언 글러버   | 사자심 리처드 왕           |
| 마이클 고서드   | 애슬스턴                   |
| 토니 헤이가스   | 턱 신부                    |
| 조지 인스       | 웜바                       |
| 필립 로크       | Grand Master               |
| 로널드 피컵     | 존 왕자                    |
| 존 리스데이비스 | 프롱-드-뵈프               |
| 데이비드 롭     | 로빈 오브 록슬리 (로빈 훗) |
| 스튜어트 윌슨   | 모리스 드 브레이시         |